# Xanthyris supergressa
Xanthyris supergressa är en fjärilsart som beskrevs av Max Joseph Bastelberger 1909. Xanthyris supergressa ingår i släktet Xanthyris och familjen mätare. Inga underarter finns listade i Catalogue of Life.